# Twarzą ku ziemi
Twarzą ku ziemi – powieść fantastycznonaukowa, debiut powieściowy polskiego pisarza Macieja Parowskiego, wydana przez Spółdzielnię Wydawniczą „Czytelnik” w 1982 r. w serii „Z kosmonautą”. 
Książka należy do gatunku fantastyki socjologicznej. Powieść została napisana w latach 1977-1979, lecz wydana dopiero trzy lata później. 

## Historia wydań
Książka była wielokrotnie wznawiana, m.in. w latach 1989, 2002, 2003 i 2015. 

## Opis fabuły
Mierny urzędnik Neut żyje w społeczeństwie ogłupianym przez mass media i tumanionym przez mieszankę środków podniecających w wodociągach i łatwo dostępnej pornografii. Uwagę mas zajmują sfingowane wypadki uliczne transmitowane przez media i widowiska holograficzne. Nad wszystkim czuwa policja. Neut przypadkiem odkrywa, że głęboko pod ziemią uprzywilejowane kasty mają swój luksusowy świat. Postawiony przed możliwością zdemaskowania manipulacji, ugina się i daje przekupić, choć zdaje sobie sprawę z małości swego czynu.

## Odbiór i analiza
Antoni Smuszkiewicz i Andrzej Niewiadowski piszą, że powieść ukazuje „w schemacie dystopii rzeczywistą realizację programów społecznych lat siedemdziesiątych (...) zapowiadając stechnicyzowany świat poddany presji wszechobecnych środków masowego przekazu, stałej inwigilacji, terroru psychologicznego”.
Mariusz Leś ocenia, że utwór Parowskiego jest rzadkim przypadkiem „najczystszej narracji pierwszoosobowej”, w której „zwraca uwagę drobiazgowość obserwacji, pojawia się typowe dla narracji personalnej «teraz» i wąski horyzont narracyjny”.
Recenzent magazynu literackiego „Książki” oceniając utwór w 2005 pisze, że w powieści nietrudno znaleźć aluzje do sytuacji w PRL, niemniej „akcji brakuje [...] świeżości i dynamiki, narracji – wartkości, zaś wszechobecne w powieści rozważania na temat porno-biznesu są drażniące i wymuszone”, podsumowując ocenia: „szkoda, że ciekawe obserwacje filozoficzno-społeczne utknęły na mieliznach fabuły”.
Sam Parowski ocenia swój utwór jako zbliżony w niektórych zabiegach fabularnych do Sennych zwycięzców Marka Oramusa, niemniej powieści różni tempo i koncepcja bohatera. Z kolei Leś pisze, że autor „zadłuża się bodaj najbardziej” wobec klasycznej dystopii Rok 1984 George’a Orwella. Niewiadowski zaś odnosi się do innego klasyka, pisząc że powieść „przywołuje mroczny, wyobcowany świat Franza Kafki”.
Autor przywołuje też podbudowę historyczną utworu, pisząc: „Rozruchy (...) były wywołane moimi doświadczeniami jeszcze marcowymi. Mechanizm tłamszenia prawdy był transformowanym jakimś doświadczeniem dziennikarskim. (...) Niektóre rozmowy z szefem pionu B, to psychologiczna transformacja rozmów z naczelnym Razem”. Po latach wspomina, że pisał swą powieść w samotności, pełen wahań i wątpliwości. Gdy okazało się, że podobnie myślących i piszących jest więcej, poczuł „cudowne uczucie wspólnoty”. 
W 2014 dla fanzinu Esensja książkę zrecenzował Miłosz Cybowski. 